# Vietnam International 2023
Die Vietnam International 2023 im Badminton fanden vom 21. bis zum 26. März 2023 in Hanoi als Ciputra Hanoi - Yonex Sunrise Vietnam International Challenge 2023 statt.

## Sieger und Platzierte
| Disziplin    | Gold                                              | Silber                                          | Bronze                      |
| ------------ | ------------------------------------------------- | ----------------------------------------------- | --------------------------- |
| Herreneinzel | Takuma Obayashi                                   | Lê Đức Phát                                     | Chan Yin Chak               |
| Herreneinzel | Takuma Obayashi                                   | Lê Đức Phát                                     | Tommy Sugiarto              |
| Dameneinzel  | Nguyễn Thùy Linh                                  | Asuka Takahashi                                 | Lin Hsiang-ti               |
| Dameneinzel  | Nguyễn Thùy Linh                                  | Asuka Takahashi                                 | Hirari Mizui                |
| Herrendoppel | Jin Yong Na Sung-seung                            | Alfian Eko Prasetya Ade Yusuf                   | Junaidi Arif Yap Roy King   |
| Herrendoppel | Jin Yong Na Sung-seung                            | Alfian Eko Prasetya Ade Yusuf                   | Lu Ming-che Tang Kai-wei    |
| Damendoppel  | Lee Yu-lim Shin Seung-chan                        | Jesita Putri Miantoro Febi Setianingrum         | Hsieh Pei-shan Tseng Yu-chi |
| Damendoppel  | Lee Yu-lim Shin Seung-chan                        | Jesita Putri Miantoro Febi Setianingrum         | Hinata Suzuki An Uesugi     |
| Mixed        | Jafar Hidayatullah Aisyah Salsabila Putri Pranata | Tanupat Viriyangkura Ornnicha Jongsathapornparn | Chang Tak Ching Lui Lok Lok |
| Mixed        | Jafar Hidayatullah Aisyah Salsabila Putri Pranata | Tanupat Viriyangkura Ornnicha Jongsathapornparn | Kim Young-hyuk Lee Yu-lim   |